# Herman Constant de Pasquet d'Acos
Herman François Constant de Pasquet d'Acos (Bothey, 14 april 1784 - 14 juni 1870) was een Zuid-Nederlands edelman en burgemeester.

## Geschiedenis
In 1770 werd François Pasquet, heer van Acos, door keizerin Maria Theresia in de adelstand verheven.

## Levensloop
Herman de Pasquet was een zoon van François (hierboven) en van Marie-Constance de Colnet.
Hij werd in 1819, onder het Verenigd Koninkrijk der Nederlanden, geïncorporeerd in de erfelijke adel en het jaar daarop benoemd in de Ridderschap van de provincie Namen. Hij werd lid van de Provinciale Staten van deze provincie en werd ook burgemeester van Bothey bij Gembloers. De heerlijkheid Bothey behoorde onder het ancien régime aan de familie de Colnet en zijn grootvader Herman de Colnet was er de laatste heer van. Pasquet liet er een nieuw kasteel bouwen.
In 1843 verkreeg hij de titel baron, overdraagbaar op al zijn afstammelingen. Hij bleef echter ongehuwd en zonder nazaten, zodat deze familie bij zijn overlijden uitdoofde.
Zijn erfenis gaf aanleiding tot een geruchtmakend proces. Een vervalser, Jean-Joseph Jaumart, produceerde een document waarop hij als algemeen erfgenaam werd aangeduid. Men stelde echter vast dat het om een vervalsing ging.
In 1927 werd het kasteel verkocht aan de Paters van het Heilig Sacrament. Eerst werd het een vakantietehuis en vervolgens een school. Vanaf 1970 werd het een tehuis voor gehandicapten.